# Производство на електронни и електрически части и устройства за автомобили
Производството на електронни и електрически части и устройства за автомобили е подотрасъл на автомобилната промишленост.
Той включва на производството на електронни и други електрически компоненти за автомобили, като алтернатори, генератори, кабелни комплекти, системи за задвижване и заключване на врати и прозорци. Отрасълът не включва производството на използвани в автомобилите акумулатори, помпи, лампи и фарове.